# Gonzalo Rodríguez (Rennfahrer)

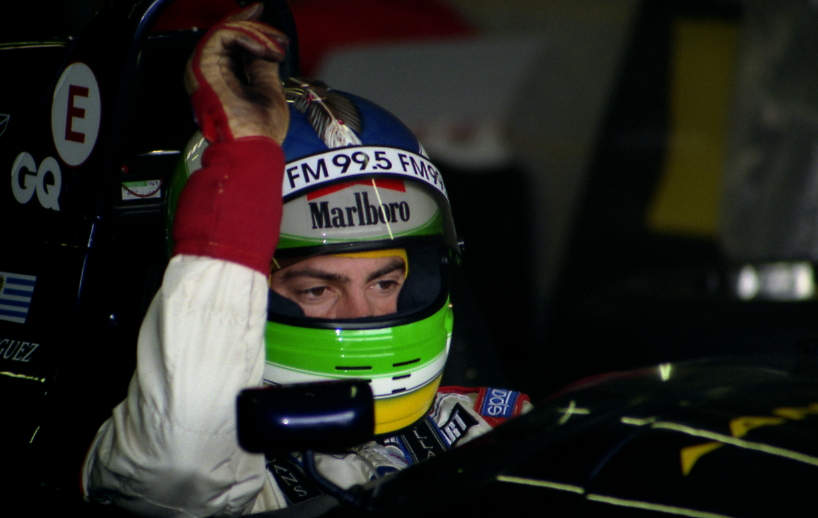
Gonzalo Rodríguez, 1996

Gonzalo „Gonchi“ Rodríguez (* 22. Januar 1972 in Montevideo; † 11. September 1999 in Laguna Seca) war ein uruguayischer Rennfahrer.

## Karriere
Rodríguez begann seine Motorsportkarriere mit 14 Jahren im Kartsport. 1992 wechselte er nach Europa in die spanische Formel Ford. Ein Jahr später ging er in die spanische Formel Renault und belegte dort am Ende der Saison den dritten Rang. 1994 fuhr Rodríguez in der britischen Formel Renault, in der er ebenfalls den dritten Platz der Gesamtwertung erreichte. Außerdem startete er im Eurocup der Formel Renault, dort erreichte er den zehnten Rang des Klassements. 1995 nahm Rodríguez an der britischen Formel-3-Meisterschaft teil und wurde Zwölfter der Gesamtwertung. 1996 startete er bei einigen Rennen der britischen Formel-3-Meisterschaft, sein Hauptaugenmerk lag allerdings auf der britischen Formel-2-Meisterschaft, in der er Vierter des Gesamtklassements wurde.
1997 wechselte Rodríguez zum Formel-3000-Team Redman Bright. Beim ersten Lauf konnte er sich nicht qualifizieren, im weiteren Verlauf der Saison kam er als Sechster einmal in die Punkteränge und belegte am Saisonende den 22. Gesamtrang. 1998 wechselte er zum belgischen Team Astromega und bestritt als Teamkollege von Gastón Mazzacane seine zweite Saison in der Formel 3000. Nach einem dritten und einem zweiten Platz gewann der Uruguayer die Rennen in Spa-Francorchamps und auf dem Nürburgring. Damit sicherte er sich den dritten Platz im Gesamtklassement. Seinen Teamkollegen Mazzacane konnte Rodríguez deutlich distanzieren. 1999 blieb er bei Astromega und gewann das prestigeträchtige Rennen in Monte Carlo. Gegen den dominierenden Nick Heidfeld hatte der Uruguayer keine Chance auf den Meistertitel, vor dem letzten Rennen lag er jedoch auf dem zweiten Platz der Gesamtwertung.
Außerdem gab Rodríguez in diesem Jahr sein Debüt in der CART-Serie in Detroit für Penske Racing. Beim Rennen in Laguna Seca sollte er erneut für Penske starten. Im Training zu seinem zweiten Rennen verunglückte er allerdings tödlich. Vor der berüchtigten Corkscrew-Kurve verlor er die Kontrolle über sein Auto und fuhr mit über 225 km/h in die Streckenbegrenzung, die nur notdürftig mit Reifenstapeln gesichert war. Nach dem Einschlag hob der Wagen ab und landete kopfüber auf der anderen Seite der Begrenzung. Rodríguez starb sofort an einem Schädelbasisbruch.
Beim letzten Formel-3000-Rennen in der Saison errang Jason Watt den Vizemeistertitel. Rodríguez wurde posthum Dritter der Gesamtwertung. Nach seinem Tod wurde die Gonzalo-Rodríguez-Stiftung gegründet, die sich für uruguayische Straßenkinder einsetzt.
Im Jahr 2015 wurde ein Dokumentarfilm mit dem Titel Gonchi la película über sein Leben gedreht.

## Statistik

### Karrierestationen
- 1986–1991: Kartsport
- 1992: Spanische Formel Ford
- 1993: Spanische Formel Renault (Platz 3)
- 1994: Britische Formel Renault (Platz 3)
- 1995: Britische Formel-3-Meisterschaft (Platz 12)
- 1996: Britische Formel-2-Meisterschaft (Platz 4)
- 1997: Formel 3000 (Platz 22)
- 1998: Formel 3000 (Platz 3)
- 1999: Formel 3000 (Platz 3); CART (Platz 32)